# Оливейра, Жуан Карлуш ди
Жуан Карлуш ди Оливейра (28 мая 1954, Пиндамоньянгаба, Сан-Паулу — 17 мая 1999 или 29 мая 1999, Сан-Паулу) — бразильский легкоатлет, двукратный бронзовый призёр олимпийских игр (1976, 1980) в тройном прыжке, экс-рекордсмен мира в этой дисциплине.
15 октября 1975 года на 45 см превысил мировой рекорд в тройном прыжке, прыгнув на 17,89 м. Рекорд продержался до 1985 года. На 30 августа 2012 года это был 17-й результат в истории лёгкой атлетики.
В 1981 потерял ногу в автомобильной аварии недалеко от Сан-Паулу, после чего стал активным борцом за права инвалидов. Умер в 1999 году от последствий алкоголизма.